# مارشال بريكمان
مارشال بريكمان (بالإنجليزية: Marshall Brickman)‏ هو منتج أفلام وكاتب سيناريو ومخرج برازيلي وأمريكي، ولد في 25 أغسطس 1939 في ريو دي جانيرو في البرازيل.

## وصلات خارجية
- مارشال بريكمان على موقع IMDb (الإنجليزية)
- مارشال بريكمان على موقع الموسوعة البريطانية (الإنجليزية)
- مارشال بريكمان على موقع ألو سيني (الفرنسية)
- مارشال بريكمان على موقع ميوزك برينز (الإنجليزية)
- مارشال بريكمان على موقع أول موفي (الإنجليزية)
- مارشال بريكمان على موقع قاعدة بيانات برودواي على الإنترنت (الإنجليزية)
- مارشال بريكمان على موقع قاعدة بيانات الأفلام السويدية (السويدية)
- مارشال بريكمان على موقع قاعدة بيانات الفيلم (الإنجليزية)
- مارشال بريكمان على موقع كينوبويسك (الروسية)